# Ellendale (Dakota del Nord)
Ellendale és una població dels Estats Units a l'estat de Dakota del Nord. Segons el cens del 2000 tenia 1.559 habitants.

## Demografia
Segons el cens del 2000, Ellendale tenia 1.559 habitants, 603 habitatges, i 355 famílies. La densitat de població era de 418 hab./km².
Dels 603 habitatges en un 24,4% hi vivien nens de menys de 18 anys, en un 49,4% hi vivien parelles casades, en un 8% dones solteres, i en un 41,1% no eren unitats familiars. En el 39,6% dels habitatges hi vivien persones soles el 24,4% de les quals corresponia a persones de 65 anys o més que vivien soles. El nombre mitjà de persones vivint en cada habitatge era de 2,12 i el nombre mitjà de persones que vivien en cada família era de 2,84.
Per edats la població es repartia de la següent manera: un 18,7% tenia menys de 18 anys, un 20,1% entre 18 i 24, un 18,6% entre 25 i 44, un 18,5% de 45 a 60 i un 24,1% 65 anys o més.
L'edat mediana era de 38 anys. Per cada 100 dones de 18 o més anys hi havia 76 homes.
La renda mediana per habitatge era de 22.850 $ i la renda mediana per família de 32.292 $. Els homes tenien una renda mediana de 22.452 $ mentre que les dones 14.861 $. La renda per capita de la població era de 12.668 $. Entorn del 17,4% de les famílies i el 21% de la població estaven per davall del llindar de pobresa.

## Poblacions més properes
El següent diagrama mostra les poblacions més properes.